# 英国广播公司新闻频道
英國廣播公司新聞頻道（BBC News Channel）是英國廣播公司運營的一家新聞專門頻道。

## 历史

英國廣播公司新聞頻道前標誌。 (2019年-2022年)

英國廣播公司新聞頻道開播于1997年11月9日，節目由BBC新聞製作，全天播出。頻道的舊稱是「BBC News 24」。除了播出頻道自己製作的節目外，也會播出一些BBC第一台和BBC世界新聞頻道的新聞節目。在英國國內可通過網絡在線收看。本频道已在2013年3月提前播放会在BBC One HD和BBC Two HD两个频道播放的高清节目。本频道已在2013年12月推出高清版本。
英國廣播公司新聞頻道在每天下午1點播出的《BBC一點新闻》會在右方提供英國手語服務（BBC第一台也聯播此節新聞，但沒有手語服務）。
2005年起，本頻道在播出新聞前會播出倒數計時的片段。
BBC新聞頻道在2006年獲得英國年度新聞台獎。
2023年4月3日，BBC将旗下的本地新闻频道和世界新闻频道合并，並组成新的BBC新闻频道。新的BBC新闻频道設有於英愛兩地播放的英國本地版本及面向全球播放的国际版本，儘使兩者大部分時間都是並機播放，但是仍設有分途播放時段，以各自迎合英國及國際觀眾的觀看時段偏好。